# The Wanderer (canción)
«The Wanderer» (español: «El Vagabundo») es el primer sencillo del álbum homónimo de la cantante Donna Summer, lanzado en 1980. Después de consagrarse como la reina del disco en la década de 1970 bajo el sello Casablanca, Summer empezó a tener problemas en su vida personal y terminó rompiendo el contrato con la discográfica a inicios de 1980. Además, la música disco empezó a ser odiada por el público mientras el rock adquiría cada vez más popularidad. Finalmente firmó con Geffen Records, convirtiéndose en la primera artista del nuevo sello. Summer siguió trabajando con Giorgio Moroder y Pete Bellotte, sus antiguos colaboradores con quienes escribió gran parte de sus éxitos en la década pasada. El equipo Summer/Moroder/Bellotte ya había incorporado el rock en sus creaciones, entre ellas varias canciones del álbum Bad Girls de 1979, combinándolo con la música disco. El primer álbum de Summer bajo el sello Geffen fue The Wanderer, de estilo new wave y rock.

## Sencillos
- US 7" sencillo (1980) Geffen GEF 49563[1]

1. «The Wanderer» - 3:44
2. «Stop Me» - 3:43

- US 12" promo (1980) Warner Bros. PRO-A-910[2]

1. «The Wanderer» (Mono) - 3:44
2. «The Wanderer» (Stereo) - 3:44

- ITA 7" sencillo (1980) Warner Bros. U 17692/Geffen GEF 49563[3]

1. «The Wanderer» - 3:44
2. «Stop Me» - 3:43

- NL 7" sencillo (1980) Warner Bros./Geffen WEA 79 180[4]

1. «The Wanderer» - 3:44
2. «Stop Me» - 3:43

- GER 7" sencillo (1980) Warner Bros. WB 17 692/Geffen GEF 49563[5]

1. «The Wanderer» - 3:44
2. «Stop Me» - 3:43

- NL 7" sencillo (1980) Warner Bros./Geffen WB 17 692[6]

1. «The Wanderer» - 3:44
2. «Stop Me» - 3:43

- EU 7" sencillo (1980) WEA International Inc. K 79180[7]

1. «The Wanderer» - 3:44
2. «Stop Me» - 3:43

- ESP 7" sencillo (1980) Hispavox/Geffen 45-2019[8]

1. «The Wanderer» - 3:44
2. «Stop Me» - 3:43

- POR 7" sencillo (1980) Geffen WAR U 79180[9]

1. «The Wanderer» - 3:44
2. «Stop Me» - 3:43

- CAN 7" sencillo (1980) Geffen GEF49563[9]

1. «The Wanderer» - 3:44
2. «Stop Me» - 3:43

- ITA 7" sencillo (1980) Geffen U 17692/GEF 49563[10]

1. «The Wanderer» - 3:44
2. «Stop Me» - 3:43

- US 7" sencillo (1980) Geffen GEF 49563[11]

1. «The Wanderer» - 3:44
2. «Stop Me» - 3:43

- Escandinavia 7" sencillo (1980) Warner Bros. WB 17 692/Geffen GEF 49563[12]

1. «The Wanderer» - 3:44
2. «Stop Me» - 3:43

- SVE 7" sencillo (1980) Geffen WAR U 79180[13]

1. «The Wanderer» - 3:44
2. «Stop Me» - 3:43

## Posicionamiento
| Lista/País (1980)             | Posición |
| ----------------------------- | -------- |
| ARIA Australia                | 6        |
| RPM Canadá                    | 3        |
| Oricon Japón                  | 63       |
| Nueva Zelanda                 | 5        |
| Dutch Top 40                  | 26       |
| Países Bajos                  | 30       |
| Suecia                        | 9        |
| UK Singles Chart              | 48       |
| Billboard Hot 100             | 3        |
| Billboard Hot Black Singles   | 13       |
| Billboard Hot Dance Club Play | 8        |

### Certificaciones
| País           | Asociación | Certificación | Fecha                  |
| -------------- | ---------- | ------------- | ---------------------- |
| Estados Unidos | RIAA       | Oro           | 2 de diciembre de 1980 |